# 最小可覺差
最小可覺差（英語：Just-noticeable difference，JND），為心理物理學（psychophysics）名詞。代表人類或者是動物，對於某一特定的感官刺激所能察覺的最小改變。

## 解釋
對許多感受維度而言，最小可覺差為一個隨原始輸入增減的函數，最小可覺差與原始刺激的比值則約略為常數。若以物理單位表達，可寫為：
{\displaystyle {\frac {\Delta I}{I}}=k,}
{\displaystyle I\!}是原始的刺激強度，{\displaystyle \Delta I\!}則為在這個強度下所能感受到的最小變化量（也就是在此強度下的最小可覺差），k則是一個常數。此定律最早由恩斯特·海因里希·韋伯，在進行「舉重感知界限實驗」時發現。由於理論比值（尚存有爭議）之後被古斯塔夫·费希纳提出，因此這個定理常被稱為韋伯-費希納定理；至於常數k則稱為Weber constant。這個定理對於大部分的感官維度都適用，至少有不錯的近似值，如對於光線的強度，或者是對聲音的強度及音高。不過也存在例外，如對光的波長的感知能力。
Stanley Smith Stevens曾對此感官特性有所爭論，認為此性質只適用於被他稱為
「量」（prothetic）的感官聯集，此類型所接受到的刺激主要為強度或其他類比性的改變；對於「質」（metathetic）的感官聯集，也就是感受力為質的變化的感官，則此定理不再適用。
最小可覺差是一個統計值（帶有統計偏差）而非一標準值，在每次的試驗中，對於同一個人的最小可覺差所得到的結果必定會有所浮動，因此要得到此值必須用大量的實驗來決定界限。通常我們用一個人在50%的試驗中能達到的辨識水準來表示此值，若使用其他比例，則通常會在形容時一併列出，如：75%最小可覺差。
現代心理物理學中，存在如信號察覺理論（signal detection theory）等，其指出我們觀察到的最小可覺差即便經過統計處理後，仍然不是一個絕對量，而會隨客觀（環境）及主觀（受測者）因素改變。
在分配重量以平衡槓桿的實驗中，也可以觀察到這個特性。